# Asplenium trapezoideum
Asplenium trapezoideum är en svartbräkenväxtart som beskrevs av Ren-Chang Ching. Asplenium trapezoideum ingår i släktet Asplenium och familjen Aspleniaceae. Inga underarter finns listade.